# Сухоземни крабове
Сухоземните крабове (Coenobitidae) са семейство висши ракообразни от разред Десетоноги (Decapoda).

## Родове
- Birgus
- Coenobita